# 布瓊諾夫斯克
44°47′2″N 44°9′57″E / 44.78389°N 44.16583°E
布瓊諾夫斯克（俄语：Будённовск）是俄羅斯斯塔夫羅波爾邊疆區的一個城市，位於庫馬河畔。2002年人口65,687人。

## 歷史
1769年由來自納戈爾諾-卡拉巴赫的亞美尼亞人建立，稱為，意即「聖十字架」。1935年改以蘇聯將領謝苗·布瓊尼命名。1995年該市發生了人質危機。
1995年6月14日，車臣獨立運動武裝領導人之一的沙米爾·巴薩耶夫在布瓊諾夫斯克發動襲擊，劫持了1400餘名人質，迫使俄軍在車臣實現停火。
19日大部分人質獲得釋放
這起事件造成至少140人死亡，415人受傷